# Bad and Boujee
«Bad and Boujee» es una canción del grupo estadounidense Migos con la colaboración del rapero estadounidense Lil Uzi Vert. Fue lanzado el 28 de octubre de 2016 como el sencillo principal de su segundo álbum de estudio Culture, bajo Quality Control Music, 300 Entertainment y Atlantic Records. La canción fue producida por Metro Boomin, con coproducción de G Koop.
A finales de diciembre de 2016, «Bad and Boujee» se convirtió en un fenómeno de Internet, generando muchos memes con la letra «rain drop, drop top». Esta tendencia viral, combinada con el grito de Donald Glover en los Globos de Oro de 2017, ayudaría a su desempeño comercial y haría que la canción se ubicara entre los diez primeros y luego alcanzara el número uno en el Billboard Hot 100 de EE. UU. para la semana del 21 de enero de 2017, lo que lo convierte en el primer sencillo número uno tanto para Migos como para Lil Uzi Vert. También hubo muchos memes sobre la omisión del miembro Takeoff en la canción. El sencillo recibió una nominación a Mejor Interpretación de Rap en la 60 Entrega Anual de los Premios Grammy, La canción ha adquirido 900 millones de reproducciones en Spotify a partir de noviembre de 2023.

## Composición
La canción está escrita en la clave de Mi ♭ menor y se realiza a 127 bpm. El instrumental ha sido descrito como una «enredadera de teclado pesado y malhumorado». Los versos son interpretados por Offset, Quavo y Lil Uzi Vert, quienes rapean sobre sus estilos de vida de usar productos caros, drogas y estar con mujeres. Las improvisaciones también se escuchan a lo largo de la canción.

## Recepción de la crítica
Complex lo colocó en el número 24 en su lista de Las 50 mejores canciones de 2016, diciendo; "La pista es tambaleante y confiada, el tipo de canción que está segura de su propio atractivo pero sabe que no debe salirse del bolsillo. Parece un éxito poco probable, pero intente escuchar solo una vez". Pigeons & Planes lo clasificó en el puesto 43 en su lista de Mejores Canciones de 2016, diciendo que "la pista realmente trata sobre Offset". The Fader clasificó la canción en el número 25 en su lista de Las 115 mejores canciones de 2016. Fact la nombró como una de las 20 mejores pistas de rap y R&B de 2016. Vulture comparó favorablemente "Bad and Boujee" con la canción de James Brown "".

## Redimiento comercial
La canción alcanzó el número uno en el Billboard Hot 100, convirtiéndose en el primer sencillo que encabeza las listas de éxitos tanto para Migos como para Lil Uzi Vert. Una semana después de su apogeo, fue destronado por "Shape of You" de Ed Sheeran, pero recuperó su posición máxima la semana siguiente y permaneció allí durante dos semanas más antes de ser reemplazado por "Shape of You" nuevamente. Permaneció entre los diez primeros de la lista durante 14 semanas consecutivas y luego se clasificó como la sexta canción más grande de 2017.
"Bad and Boujee" también alcanzó el puesto número cinco en Canadá, convirtiéndolo en el primer sencillo de Migos y Lil Uzi Vert en las listas de ese país. Al 20 de junio de 2017, la canción ha vendido 4.000.000 de unidades en los Estados Unidos. La canción fue certificada 4 × Platino por la Recording Industry Association of America (RIAA).

## Video musical
El video musical fue dirigido por Daps, se estrenó a través del canal de YouTube de Migos el 31 de octubre de 2016. Presenta apariciones especiales de los raperos Travis Scott y OG Maco.
En una entrevista con Kiss FM Kenia, el director Daps reveló la inspiración detrás del concepto del video musical viral: "El concepto surgió del título realmente. 'Bad' es atractivo, así que necesitábamos mujeres bonitas y 'boujee' está atascado así que las necesitábamos para interpretar ese papel. Me gusta tener yuxtaposiciones en mis videos, ya que hace que el arte se destaque. El contraste entre estas mujeres vestidas de alta costura pero tenerlas en ambientes regulares me atrapó. Luego se trataba de agregar pequeños elementos después de eso, las palomas, los fideos, As de espadas, camisas de seda en una moto de cross ". La rapera y celebridad de las redes sociales, Rubi Rose, también hizo su aparición debut como modelo principal durante el video.
El video en YouTube tiene más de mil millones de visitas.

## Actuaciones en vivo
El 17 de enero de 2017, Migos interpretó la canción en Jimmy Kimmel Live!. El 20 de febrero, la presentaron en The Ellen DeGeneres Show. Migos también interpretó la canción en los Premios BET en 2017.

## Cultura popular
La canción aparece en el programa de televisión Black-ish.[cita requerida]
«Bougie», originario de Burguesía, ha sido un término popularmente referenciado dentro de los medios culturales afroamericanos. Debido a la proliferación masiva de la canción, el término 'bougie'/'boujee' se hizo rápidamente popular en la cultura hip hop y en las redes sociales. Los internautas también crearon memes con algunas líneas de las letras.

## Posicionamiento en las listas
| listas (2016–17)                            | posición |
| ------------------------------------------- | -------- |
| Australia (ARIA)                            | 34       |
| Australia Urban (ARIA)                      | 3        |
| Bélgica (Flandes) (Ultratop 50)             | 50       |
| Bélgica (Valonia) (Ultratip Bubbling Under) | 25       |
| Canadá (Canadian Hot 100)                   | 5        |
| República Checa (Singles Digitál Top 100)   | 69       |
| Dinamarca (Tracklisten)                     | 39       |
| Francia (SNEP)                              | 91       |
| Alemania (Offizielle Deutsche Charts)       | 65       |
| Irlanda(IRMA)                               | 40       |
| Países Bajos (Mega Single Top 100)          | 41       |
| Nueva Zelanda (Recorded Music NZ)           | 17       |
| Noruega (VG-lista)                          | 29       |
| Filipinas (Philippine Hot 100)              | 47       |
| Portugal (AFP)                              | 34       |
| Escocia (Scottish Singles Sales Chart)      | 87       |
| Suecia (Sverigetopplistan)                  | 37       |
| Suiza (Schweizer Hitparade)                 | 31       |
| Reino Unido (UK Singles Chart)              | 30       |
| Estados Unidos (Billboard Hot 100)          | 1        |
| Estados Unidos (Hot R&B/Hip-Hop Songs)      | 1        |
| Estados Unidos (Hot Rap Songs)              | 1        |
| Estados Unidos (Mainstream Top 40)          | 31       |
| Estados Unidos (Rhythmic)                   | 1        |

| listas (2017)                                    | posición |
| ------------------------------------------------ | -------- |
| Canadá (Canadian Hot 100)                        | 42       |
| Francia (SNEP)                                   | 171      |
| Estados Unidos Billboard Hot 100                 | 6        |
| Estados Unidos Hot R&B/Hip-Hop Songs (Billboard) | 4        |
| Estados Unidos Rhythmic (Billboard)              | 14       |

| lista (2019)   | posición |
| -------------- | -------- |
| Portugal (AFP) | 1063     |

| lista (2010–2019)                                | posición |
| ------------------------------------------------ | -------- |
| Estados Unidos Hot R&B/Hip-Hop Songs (Billboard) | 46       |

## Certificaciones
| País           | Organismo certificador | Certificación | Ventas certificadas | Ref.   |
| -------------- | ---------------------- | ------------- | ------------------- | ------ |
| Australia      | ARIA                   | 2× Platino    | 140 000             | [ 56 ] |
| Alemania       | BVMI                   | Oro           | 200 000             | [ 57 ] |
| Dinamarca      | IFPI Dinamarca         | Oro           | 45 000              | [ 58 ] |
| Estados Unidos | RIAA                   | 4× Platino    | 4 000 000           | [ 59 ] |
| Italia         | FIMI                   | Platino       | 50 000              | [ 60 ] |
| Nueva Zelanda  | RMNZ                   | Platino       | 30 000              | [ 61 ] |
| Reino Unido    | BPI                    | Platino       | 400 000             | [ 62 ] |
| Portugal       | AFP                    | Platino       | 10 000              |        |
| Polonia        | ZPAV                   | Oro           | 25 000              |        |
| Francia        | SNEP                   | Platino       | 133 333             |        |